# Giovanni Peterlongo
Giovanni Peterlongo (Trento, 1856 – Milano, 1941) è stato un politico, esperantista e traduttore italiano.
Fu eletto sindaco di Trento fra il 1922 e il 1923 e successivamente divenne commissario prefettizio. Divenne famoso per essere l'autore della traduzione in esperanto della Divina Commedia, pubblicata per la prima volta nel 1963.

## Biografia
Si laureò in Giurisprudenza all'Università di Vienna e lavorò come funzionario alla Dieta di Innsbruck. Attorno al 1891 fu direttore del Magistrato della città di Trento (un organo amministrativo e politico del tempo). Quando l'11 ottobre 1896 fu inaugurato a Trento il Monumento a Dante fu Peterlongo in quella veste a prenderlo in consegna. Prima della grande guerra fu eletto deputato della Dieta di Innsbruck.
Durante la prima guerra mondiale fu internato a Linz perché sospettato di essere irredentista. Subì due processi fra 1916 e 1917, ma vennero archiviati in seguito all'amnistia concessa dall'imperatore Carlo I d'Austria-Ungheria. Dopo l'annessione del Trentino-Alto Adige all'Italia si espresse in difesa dell'autonomia locale trentina contro il centralismo statale e a favore dell'uso del tedesco in Alto Adige. Fu Commissario civile a Bolzano e vice presidente della Consulta Trentina, che assisteva il governo provvisorio militare.
Alle elezioni comunali di Trento del 1922 i socialisti ottennero 16 seggi, i liberali 13 e i popolari 11: Peterlongo, diventato consigliere con i liberali, fu eletto sindaco grazie ad un accordo con i popolari. Lo stesso anno il fascismo prese il potere e in seguito cominciò a spingere per lo scioglimento dei comuni: il 10 agosto 1923 Peterlongo si dimise insieme a tutto il gruppo liberale, dichiarando che era nell'interesse di Trento che venissero indette nuove elezioni; popolari e socialisti invece non si dimisero ma il consiglio venne comunque sciolto e Peterlongo venne nominato commissario prefettizio. Nel 1926 abbandonò l'attività politica.

## Note

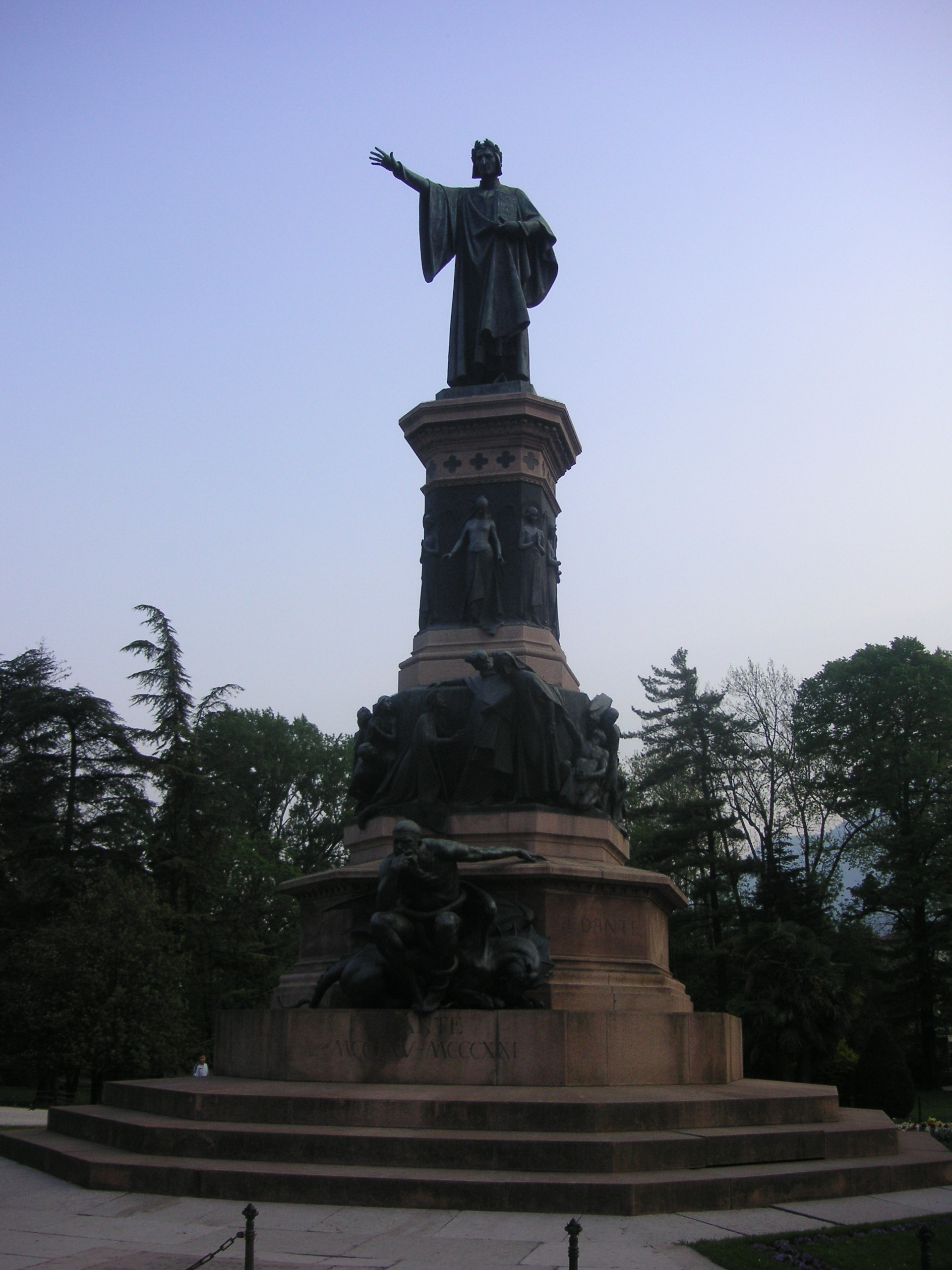
Monumento a Dante a Trento